# Willem Storms
Willem Storms (Duffel, 27 maart 1985) is een Vlaams zanger.
Storms deed mee aan The Voice van Vlaanderen in 2012. Hij bemachtigde dat seizoen een wildcard met zijn versie van het nummer 'Creep' van Radiohead.
Hij kwam terecht in de groep gecoacht door Alex Callier.
Bij de battles overtuigde hij Alex Callier met zijn versie van 'Wonderwall' van Oasis.
Zo belandde Willem bij de laatste 24 van The Voice van Vlaanderen.
In de liveshow bracht hij een akoestische versie van het nummer 'Hey Ya!' van OutKast.
Deze versie kwam de daaropvolgende week binnen op 14 in de Ultratop 50 waar het nummer twee weken genoteerd was.
Storms was ook actief als doelman bij KFC Duffel en K. Kontich FC.